# Eugeniu Niechi
Eugeniu Niechi (n. secolul al XIX-lea, comuna Virtiș, comitatul Bihor – d. 1940) a fost un delegat în Marea Adunare Națională de la Alba Iulia, organismul legislativ reprezentativ al „tuturor românilor din Transilvania, Banat și Țara Ungurească”, cel care a adoptat hotărârea privind Unirea Transilvaniei cu România, la 1 decembrie 1918.

## Biografie
Eugeniu Niechi (Eugen Nichi) a fost un avocat și activist român.
A studiat la Liceul din Beiuș și a urmat cursurile Facultății de drept de la Oradea. După finalizarea studiilor a practicat avocatura în Beiuș. Eugeniu Niechi face parte dintr-o veche familie românească, Nichi de Preluca din Medieșul-Aurit, înnobilată la 1629 pentru merite militare. A susținut lupta de emancipare a românilor, fiind activ în domeniul administrației primăriei Beiuș, după Marea Unire este decorat cu ordinul Coroana României în grad de ofițer.
A luat parte la Marea Adunare Națională de la Alba Iulia din 18 noiembrie/ 1 decembrie 1918, unde a votat Marea Unire.
A fost un apropiat al doctorului Ioan Ciordaș.